# Championnats du monde de triathlon en relais mixte
Les championnats du monde de triathlon en relais mixte sont des compétitions annuelles de triathlon, qui se pratique en équipe mixte et en relais d'ordre déterminé et mélangé (1 femme/1 homme/1 femme/1 homme). Ils sont organisés par la Fédération internationale de triathlon (World Triathlon), depuis 2009.

## Principe de pratique
Cette discipline se déroule sur des distances déterminées par l'ITU et suivant les sites d'organisations, comprises entre 250 et 300 mètres de natation en départ groupé et en eau libre, 5 à 6 km de cyclisme sur route et 1,5 à 2 km de course à pied .
Ces distances doivent être parcourues quatre fois par quatre triathlètes d'un même pays sur le principe du relais. Le titre est attribué sur une seule épreuve à l'équipe qui réalise le meilleur temps.

## Historique
Depuis 2013, il se déroule dans le cadre de l'organisation des séries mondiales de triathlon, lors de l'étape de Hambourg,.
En 2021, l'épreuve programmée pour le dimanche 17 octobre, pour la première fois aux Bermudes est annulée un mois avant. L'ITU a évalué les risques avec les organisateurs locaux sur l'éventuelle propagation encore plus importante du virus Covid-19 sur l'île et les risques du retour des triathlètes sur tous les continents.

## Palmarès
| 2025 | Sophie Linn Luke Willian Emma Jeffcoat Matthew Hauser              | Léonie Périault Yanis Seguin Cassandre Beaugrand Dorian Coninx      | Lisa Tertsch Lasse Nygaard Priester Tanja Neubert Henry Graf               |                                                                  |                                                                  |                                                                  |
| 2024 | Henry Graf Lisa Tertsch Lasse Lührs Annika Koch                    | Max Studer Julie Derron Simon Westermann Cathia Schär               | Tayler Reid Ainsley Thorpe Dylan McCullough Nicole Van Der Kaay            |                                                                  |                                                                  |                                                                  |
| 2023 | Tim Hellwig Annika Koch Simon Henseleit Laura Lindemann            | Hayden Wilde Ainsley Thorpe Tayler Reid Nicole Van Der Kaay         | Max Studer Julie Derron Sylvain Fridelance Cathia Schär                    |                                                                  |                                                                  |                                                                  |
| 2022 | Pierre Le Corre Emma Lombardi Vincent Luis Cassandre Beaugrand     | Alex Yee Sophie Coldwell Samuel Dickinson Georgia Taylor-Brown      | Seth Rider Taylor Spivey Kevin McDowell Summer Rappaport                   |                                                                  |                                                                  |                                                                  |
| 2021 | Championnats du monde annulés pour cause de pandémie de Covid-19   | Championnats du monde annulés pour cause de pandémie de Covid-19    | Championnats du monde annulés pour cause de pandémie de Covid-19           | Championnats du monde annulés pour cause de pandémie de Covid-19 | Championnats du monde annulés pour cause de pandémie de Covid-19 | Championnats du monde annulés pour cause de pandémie de Covid-19 |
| 2020 | Léonie Périault Léo Bergère Cassandre Beaugrand Dorian Coninx      | Taylor Spivey Kevin McDowell Katie Zaferes Morgan Pearson           | Georgia Taylor-Brown Barclay Izzard Jessica Learmonth Alex Yee             |                                                                  |                                                                  |                                                                  |
| 2019 | Émilie Morier Léo Bergère Cassandre Beaugrand Vincent Luis         | Laura Lindemann Valentin Wernz Nina Eim Justus Nieschlag            | Natalie Van Coevorden Aaron Royle Emma Jeffcoat Jacob Birtwhistle          |                                                                  |                                                                  |                                                                  |
| 2018 | Léonie Périault Dorian Coninx Cassandre Beaugrand Vincent Luis     | Natalie Van Coevorden Aaron Royle Ashleigh Gentle Jacob Birtwhistle | Kirsten Kasper Ben Kanute Katie Zaferes Kevin McDowell                     |                                                                  |                                                                  |                                                                  |
| 2017 | Charlotte McShane Matthew Hauser Ashleigh Gentle Jacob Birtwhistle | Kirsten Kasper Ben Kanute Katie Zaferes Matthew McElroy             | Maaike Caelers Marco Van Der Stel Rachel Klamer Jorik Van Egdom            |                                                                  |                                                                  |                                                                  |
| 2016 | Gwen Jorgensen Ben Kanute Kirsten Kasper Joe Maloy                 | Charlotte McShane Jacob Birtwhistle Emma Jackson Ryan Bailie        | Laura Lindemann Jonathan Zipf Hanna Philippin Gregor Buchholz              |                                                                  |                                                                  |                                                                  |
| 2015 | Jeanne Lehair Dorian Coninx Audrey Merle Vincent Luis              | Gillian Backhouse Aaron Royle Emma Jackson Ryan Bailie              | Vicky Holland Gordon Benson Non Stanford Mark Buckingham                   |                                                                  |                                                                  |                                                                  |
| 2014 | Lucy Hall Jonathan Brownlee Vicky Holland Alistair Brownlee        | Cassandre Beaugrand Dorian Coninx Audrey Merle Vincent Luis         | Zsófia Kovács Tamás Tóth Margit Vanek Ákos Vanek                           |                                                                  |                                                                  |                                                                  |
| 2013 | Anja Knapp Jan Frodeno Anne Haug Franz Loeschke                    | Andrea Hewitt Tony Dodds Kate McIlroy Ryan Sissons                  | Sarah Groff Ben Kanute Gwen Jorgensen Cameron Dye                          |                                                                  |                                                                  |                                                                  |
| 2012 | Vicky Holland William Clake Non Stanford Jonathan Brownlee         | Jessica Harrison Tony Moulai Carole Péon Vincent Luis               | Irina Abysova Dmitry Polyanskiy Alexandra Razarenova Alexander Bryukhankov |                                                                  |                                                                  |                                                                  |
| 2011 | Jodie Stimpson Jonathan Brownlee Helen Jenkins Alistair Brownlee   | Melanie Hauss Ruedi Wild Nicola Spirig Sven Riederer                | Anja Dittmer Maik Petzold Svenja Bazlen Steffen Justus                     |                                                                  |                                                                  |                                                                  |
| 2010 | Nicola Spirig Sven Riederer Daniela Ryf Ruedi Wild                 | Jessica Harrison Frédéric Belaubre Carole Péon David Hauss          | Kate McIlroy Tony Dodds Nicky Samuels Ryan Sissons                         |                                                                  |                                                                  |                                                                  |
| 2009 | Magali Messmer Lukas Salvisberg Daniela Ryf Ruedi Wild             | Emma Moffatt Courtney Atkinson Emma Snowsill Brad Kahlefeldt        | Lauren Campbell Brent McMahon Kathy Tremblay Simon Whitfield               |                                                                  |                                                                  |                                                                  |

| Année     | Ville           | Pays       |
| --------- | --------------- | ---------- |
| 2009      | West Des Moines | États-Unis |
| 2010-2011 | Lausanne        | Suisse     |
| 2012      | Stockholm       | Suède      |
| 2013-2020 | Hambourg        | Allemagne  |
| 2022      | Montréal        | Canada     |
| 2023-2025 | Hambourg        | Allemagne  |

| Rang | Nation           | 1er | 2e | 3e | Total |
| ---- | ---------------- | --- | -- | -- | ----- |
| 1    | France           | 5   | 4  |    | 9     |
| 2    | Allemagne        | 3   | 1  | 4  | 8     |
| 3    | Royaume-Uni      | 3   | 1  | 1  | 5     |
| 4    | Australie        | 2   | 4  | 1  | 7     |
| 5    | Suisse           | 2   | 2  | 1  | 5     |
| 6    | États-Unis       | 1   | 2  | 3  | 6     |
| 7    | Nouvelle-Zélande |     | 2  | 2  | 4     |
| 8    | Canada           |     | 1  | 1  |       |
| 8    | Hongrie          | 1   | 1  |    |       |
| 8    | Pays-Bas         | 1   | 1  |    |       |
| 8    | Russie           | 1   | 1  |    |       |